# Dansband
Dansband (schwedisch für Tanzband) ist eine Musikrichtung, deren Ursprünge im Schweden der 1970er-Jahre liegen.
Das Musikgenre, dansbandsmusik (deutsch Tanzband-Musik), erreichte größte Popularität in Schweden und Norwegen in den 1970er-, 1980er- und 1990er-Jahren. Eine „dansband“ ist eine Band, die Tanzmusik spielt, oft Bugg und Foxtrott. Das Wort dansband bezeichnet manchmal auch das Musikgenre.

## Inhalte
Die Liedtexte der Dansbandsmusik sind meist heiter und handeln oft von Liebe, Freundschaft und dem Frieden. Auch das Tanzen wird als Thema oft aufgegriffen, ebenso „die gute alte Zeit“.

## Stilarten
Historische Entwicklung
Bevor die Musikrichtung wirklich populär wurde, spielten gewöhnlich Jazzorchester den Schlager-orientierten Dansband. In den 1950er Jahren nahm das Interesse an Jazzmusik ab, und auch Dansband entwickelte sich mit dem allgemeinen Musikgeschmack zur Popmusik. Größte Popularität erreichten die Bands Flamingokvintetten, Ingmar Nordströms, Wizex, und Matz Bladhs in den 1970er-Jahren. Auch in Deutschland bekannt ist die Dansbandsgruppe Vikingarna.
In den 1980er Jahren ließ sich die Dansbandsmusik in zwei Kategorien einteilen, mogen (schwedisch reif) und modern. Die moderne Musikrichtung wurde vom Rockstil beeinflusst und richtete sich hauptsächlich an die Jugend, während der Mogen-Stil von älteren Fans bevorzugt wurde, die Musik war langsamer und an Schottis, Hambo und Snoa angelehnt. In den 1990er Jahren wurde Dansband vorwiegend im Mogen-Stil gespielt, mit einem modernen Einschlag, der als fräschmogen bezeichnet wird. Gruppen mit dieser Art von Musik waren Blender, Arvingarna, Candela, Joyride und Fernandoz.
Geografische und regionale Unterschiede
In den verschiedenen Landesteilen besitzt Dansband unterschiedliche Richtungen. In der südschwedischen Region Skåne wird die Musik vom Country beeinflusst und ist meist langsam. In Mittelschweden ist der Bugg populär, von dort stammen die bekanntesten Mogen-Bands wie Vikingarna und Sven-Ingvars. In Norrland ist Dansband oft schneller und häufig von Rockmusik geprägt. Die norrländische Dansbandsmusik kann man deshalb als die modernste der verschiedenen Arten betrachten.

## Bekannte Gruppen
- Arvingarna, Schweden
- Barbados, Schweden
- Black Jack, Schweden
- Flamingokvintetten, Schweden
- Kjell Roos Band (Roosarna), Schweden
- Lasse Stefanz, Schweden
- Lotta & Anders Engbergs orkester, Schweden
- Lotta Engbergs, Schweden
- Ole Ivars, Norwegen
- Sten & Stanley, Schweden
- Streaplers, Schweden
- Thorleifs, Schweden
- Vikingarna (Die Vikinger), Schweden
- Wizex, Schweden

## Bekannte Lieder
- Gråt inga tårar, von Thorleifs (1975)
- Jag vill vara din, Margareta, von Sten & Stanley (1976)
- De sista ljuva åren, von Lasse Stefanz & Christina Lindberg (1989)
- Två mörka ögon, von Sven-Ingvars (1991)
- Eloise, von Arvingarna (1993)
- Kan man älska nå'n på avstånd, von Vikingarna (1998)
- Jag trodde änglarna fanns, von Ole Ivars & Kikki Danielsson, 1999
- Take Me to Your Heaven, von Wizex (1999)